# Zygmunt Piasecki
Zygmunt Piasecki, poljski general, * 1893, † 1954.